# 蒙古国家公共广播电视台

蒙古国家公共广播电视台，或稱蒙古国家广播公司（英語：Mongolian National Broadcaster，MNB），是蒙古国的国家广播电视台。

## 简介
该台原名“蒙古国家电视台”，在1967年9月27日建台，使用两个频道，分别播放蒙古人民共和国本国的节目和转播苏联节目。1991年1月起，开始转播美国世界新闻网的电视节目。1992年9月7日起，新辟“乌兰巴托”电视节目频道。1995年4月起，开始转播日本NHK的电视节目。另外又转播法国的电视节目。21世纪初，该台经常转播中国中央电视台英语国际频道、美国世界新闻网、日本NHK、法国、德国、俄罗斯等国电视台的节目。
目前MNB共有五个电视频道，分别为：
- MNB第一频道（МҮОНТ）；
- 蒙古新闻频道（Монголын Мэдээ，原MNB2）；
- MNB-WORLD频道；
- MNB体育频道（MNB спорт）；
- MNB家庭频道（MNB гэр бүл）。

以及两个对内广播频道：
- 蒙古广播电台（Монголын радио）；
- P3 FM 100.9（P3 ФМ 100.9）。

另有对外广播的“蒙古之声”广播电台。